# Criniger olivaceus
El bulbul barbigualdo (Criniger olivaceus) es una especie de ave paseriforme de la familia Pycnonotidae endémica de África occidental.

## Distribución y hábitat
Se encuentra únicamente desde Sierra Leona hasta Ghana. Su hábitat natural son las selvas tropicales húmedas. 

## Estado de conservación
Se está viendo gravemente afectado por la destrucción de su hábitat.